# Raffaele Pinto
Raffaele "Lele" Pinto (Casnate, Itàlia; 13 d'abril de 1945 – Cecina, Itàlia; 8 de desembre de 2020) va ser un pilot de ral·li italià, guanyador del Campionat d'Europa de Ral·lis de l'any 1972.

## Trajectòria
Pinto comença a competir en ral·li l'any 1968, sobretot en proves del Campionat d'Europa de Ral·lis. A partir de 1971 es convertei en pilot de la marca italiana Fiat i l'any 1972 guanyaria amb un Fiat 124 Sport Spyder el Campionat d'Europa de Ral·lis, aconseguint quatre victòries parcials.
L'any 1973, amb la creació del Campionat Mundial de Ral·lis, Pinto també comença a disputar alguns ral·li d'aquest nou campionat, aconseguint la victòria al Ral·li de Portugal de 1974 amb un Fiat 124 Abarth Rallye.
Entre 1975 i 1977 es converteix en pilot de Lancia amb el Lancia Stratos disputant proves tant del capionat europeu com del mundial, aconseguint un podi al Ral·li de Sanremo de 1976. Posteriorment disputaria proves de forma parcial els anys 1978 i 1979 amb un Ferrari 308 GTB abans de retirar-se.